# لوروا هاريس
لوروا هاريس (بالإنجليزية: Leroy Harris)‏ هو لاعب كرة قدم أمريكية أمريكي، ولد في 6 يونيو 1984 في رالي في الولايات المتحدة.

## وصلات خارجية
- لوروا هاريس على موقع مرجع كرة القدم المحترفة.كوم (الإنجليزية)